# Tuma
Tuma je  priimek v Sloveniji in tujini. Po podatkih Statističnega urada Republike Slovenije je na dan 1. januarja 2011 v Slovenji uporabljalo ta priimek 29 oseb.  

## Znani slovenski nosilci priimka
- Boris Tuma (1909—1945), pravnik, podjetnik, organizator ilegalne tiskarne OF ("Bratje Tuma": še Zoran in Ostoj)
- Brane Tuma, fotograf
- Branimir Tuma (1904—1991), podjetnik, filmski delavec in organizator
- Dušan Tuma (*1943), kanuist, računalničar
- Emanuel Tuma (1911—1974), umetnostni drsalec
- Ferdinand Tuma (1843—1926), delavskoprosvetni orgnizator; obtožen veleizdaje in anarhizma (oproščen); pozneje se udejstvoval v obrtniških organizacijah
- Ferdinand Lev Tuma (1883—1961), zavarovalni strokovnjak in publicist
- Henrik Tuma (1858—1935), odvetnik, politik, publicist, planinec in jezikoslovec
- Jelena Vojvodič Tuma, metalurginja
- Matija Tuma (1938—2024), strojnik, energetik, alpinist, univ. profesor
- Ostoj Tuma (1906—1972), vodja tiskarne "bratje Tuma" v Ljubljani, spomeničar OF
- Samo Tuma, informatik..., predstavnik slovenskega gospodarstva v CERN
- Tadej Tuma (*1964), elektrotehnik, univ. prof.
- Tanja Tuma (*1964), pisateljica, urednica, založnica, predsednica slovenskega PEN-kluba
- Vela Tuma (Velebita Plesničar) (1912—2002), zdravnica pediatrinja
- Zoran Tuma (1912—1945), inženir, aktivist OF

## Znani tuji nosilci priimka
- Vladimír Tuma (*1936/7?-2015?), češko-slovenski filmski snemalec, direktor fotografije
- Zdeněk Tůma (*1960), češki ekonomist